# ساکاتوو
ساکاتوو (به لاتین: Sakatovo) یک منطقهٔ مسکونی در روسیه است که در باشقیرستان واقع شده‌است.